# 甘谷县
甘谷县是中华人民共和国甘肃省天水市下辖的一个县，位于甘肃东部，天水西北部，渭河流域。

## 历史
秦宣公八年（前668年），春秋時期秦國始置冀县，素有“华夏第一县”之称，是華夏中土最早的县级建制。
漢朝時，隸屬於凉州，為該州汉阳郡的郡治。
唐朝時，改為伏羌縣。
金朝時，為甘谷城的所在地，改置甘谷縣。
元朝時，廢除縣治。
民國十七年（1928年），重新設置甘谷縣至今。

## 行政区划
甘谷县下辖13个镇、2个乡：
大像山镇、新兴镇、磐安镇、六峰镇、安远镇、金山镇、大石镇、礼辛镇、武家河镇、大庄镇、古坡镇、八里湾镇、西坪镇、谢家湾乡和白家湾乡。

## 交通
陇海铁路与 316国道一起沿渭河贯穿全县。2011年新修建的 天定高速公路也横穿甘谷。
- 陇海铁路：渭水峪站，甘谷站，朱圉乡站，磐安站

## 气候与物产
甘谷县属温带大陆性半湿润季风气候区，渭河流过全境。

## 经济
甘谷县农业以种植小麦、洋芋、玉米等粮食作物为主，还有糜谷、水稻、大麦、莜麦等。经济作物包括蔬菜、油料、药材、瓜类、水果、花椒、辣椒等，蔬菜主要有韭菜、黄瓜、茄子、西红柿等30多个品种，远销10多个省（区）。其中甘谷辣椒、白条党参、红富士苹果比较知名，月季花品种繁多，已经成为花卉生产基地。畜牧业以牛、驴、马、猪、羊、鸡的饲养为主。
工业产品以发电、建筑、建材、毛纺织品、草编织品等农副产品加工为主。矿产资源主要有石灰石、花岗岩、磷矿、赤铁矿等二十多种。

## 旅游资源
甘谷县境内旅游资源丰富，城西是闻名的大像山石窟，山上寺庙众多，最著名的是已被列为国家级重点保护文物、始建于北魏时期的高23.3米的石胎泥塑大佛。此外还有华盖寺石窟、天门山、蔡家寺、姜维墓、巩建丰纪念馆、尖山寺森林公园等众多旅游景点。此外还有烈女何寺庙位于狄家村，还有二龙王庙。

## 名人
- 姜維（202-264）：天水冀人，三國時代初期出身魏國，後歸降諸葛亮北伐軍，成為蜀漢名將。
- 尹思貞（639-716）：長安人，唐代工部尚書，後封「天水公」（唐代天水郡领五县：上邽、成纪、伏羌、陇城、清水）。
- 尹守貞（662-702）：甘谷縣冀人，唐代明經入仕，國子監四门學助教。[3]
- 尹愔（700-741）：尹守貞之子，唐代谏议大夫、集贤院学士兼修国史。[4]
- 武紹文：伏羌縣（今甘谷縣）人，唐代刑部左侍郎。
- 武德裕：武紹文之子，兵部武選郎中。
- 释演觉：中国佛教协会代理会长，北京广济寺方丈。

## 特产
甘谷辣椒：中国地理标志产品。